# Passo Oregon
Passo Oregon (Oregon Passage) è un film del 1957 diretto da Paul Landres.
È un western statunitense ambientato nel 1871 con John Ericson, Lola Albright e Toni Gerry. È basato sul romanzo del 1956 Rio Bravo di Gordon D. Shirreffs.

## Trama
Una pattuglia di cavalleria degli Stati Uniti, comandata dal tenente Niles Ord, partita alla ricerca di Aquila Nera il capo degli Shoshones, cattura in un accampamento isolato 
una bellissima indiana, Piccola Alce, che Aquila Nera aveva rapito per sposarla. Per evitare questo, Niles la porta al forte. Nel frattempo alla postazione è giunto il nuovo comandante, il maggiore Dane che, gelosissimo della moglie Sylvia un tempo innamorata di Niles, pone quest'ultimo in una scabrosa situazione. Aquila Nera per vendicarsi del rapimento di Piccola Alce, attacca il forte e fugge portandosi appresso Sylvia come prigioniera. Il maggiore ordina un attacco contro la tribù e, onde evitare alla moglie terribili torture, la uccide. Scoperto dagli indiani, viene ucciso a sua volta. Niles continua l'attacco e, dopo una lotta selvaggia, uccide Aquila Nera.

## Produzione
Il film, diretto da Paul Landres su una sceneggiatura di Jack DeWitt e un soggetto di Gordon D. Shirreffs (autore del romanzo), fu prodotto da Lindsley Parsons per la Allied Artists Pictures tramite la Lindsley Parsons Productions e girato a Bend, Oregon, da fine luglio a metà agosto 1957. Il titolo di lavorazione fu Rio Bravo.

## Distribuzione
Il film fu distribuito con il titolo Oregon Passage negli Stati Uniti dal 29 dicembre 1957 al cinema dalla Allied Artists Pictures.
Altre distribuzioni:
- in Giappone il 19 marzo 1958
- in Danimarca il 2 maggio 1960 (Indianernes hævn)
- in Finlandia il 3 giugno 1960 (Oregonin sankari)
- in Francia il 16 dicembre 1960 (Le repaire de l'aigle noir)
- in Brasile (Emboscada Sangrenta) (Emboscada Selvagem)
- in Italia (Passo Oregon)
- in Portogallo (Conquista do Oregon)

## Promozione
Tra le tagline:
- SLAUGHTER TRAIL OF THE RAW NORTHWEST!
- BLOOD-RAW FRONTIER! WHEN THE BRUTAL CAPTURE OF A MAJOR'S WIFE STARTED THE SHOSHONE'S WAVE OF SLAUGHTER!
- SEE Shoshone war party ravage a lost patrol! SEE Female captive used to bait a deadly trap! SEE The Torture vengeance of Black Eagle!